# Вихрь (радиоприёмник)
«Вихрь» — советский СВ/КВ-радиоприёмник, состоявший на вооружении Рабоче-крестьянского красного флота СССР. Принят на вооружение в 1940 году в рамках второй системы перевооружения «Блокада-2». Представляет собой супергетеродин с одним преобразованием (промежуточная частота 110 кГц), обеспечивает прием телефонных (АМ), телеграфных сигналов с возможностью использования телемеханического оборудования и фототелеграфа.

## Параметры

### Физические
- Масса: 89 кг[1]
- Габариты: 540 х 445 х 330 мм[1]

### Технические
- Диапазон частот: от 0,03 до 15 МГц (8 поддиапазонов)[1]
- Модуляция: AM, CW, фототелеграф[1]
- Чувствительность: до 10 мкВ[1]
- Частота ПЧ: 110 кГц[1]
- Источник питания: 200 В анодное / 6,3 В накал[1]